# Сульфатизація
Сульфатизація (рос. сульфатизация, англ. sulfatation, нім. Sulfatierung f) — процес глибокого розкриття багатьох видів сировини (концентратів, промпродуктів) у хімічній промисловості і металургії кольорових, рідкісних і благородних металів.
Розкриття сульфатизацією дуже ефективне для багатьох видів мінеральної сировини, в тому числі й бідної, тому що забезпечує селективність розкладення ряду рідкісноземельних мінералів у складі сировини, при переробці пилу, згонів свинцево-цинкових і мідно-цинкових концентратів і кеків цинкового виробництва; електролітних шламів мідного і мідно-нікелевого виробництва та ін. Застосування сірчанокислотної технології забезпечує велику повноту і комплексність використання сировини.
Як реагент для розкриття використовують концентровану та розчинену сірчану кислоту, яка є активним розчинником ряду мінералів і руд. Вона вступає в реакцію з рудними мінералами і створює добре розчинні у воді або інших розчинниках прості, змішані та комплексні сульфати більшості металів. Процес протікає у широкому інтервалі температур і концентрацій. Завдяки високій температурі кипіння сірчаної кислоти (337 °C) легко вибрати умови, що забезпечують високу швидкість різних процесів.
Швидкість розкладення сірчаною кислотою визначається кількістю реагуючих речовин і температурою. Середня швидкість розкладення залежить від маси проби, тривалості обробки, властивостей даної системи, на яку впливають речовинний склад сировини, що переробляється, і концентрація реагентів, що застосовуються для розкладу. В ряді випадків процес розкладу можна прискорити окисненням або відновленням продуктів реакції.